# Leskia palliventris
Leskia palliventris är en tvåvingeart som beskrevs av Fritz Isidore van Emden 1960. Leskia palliventris ingår i släktet Leskia och familjen parasitflugor. Inga underarter finns listade i Catalogue of Life.